# Bulbophyllum elliottii
Bulbophyllum elliottii är en orkidéart som beskrevs av Robert Allen Rolfe. Bulbophyllum elliottii ingår i släktet Bulbophyllum och familjen orkidéer. Inga underarter finns listade i Catalogue of Life.

## Bildgalleri

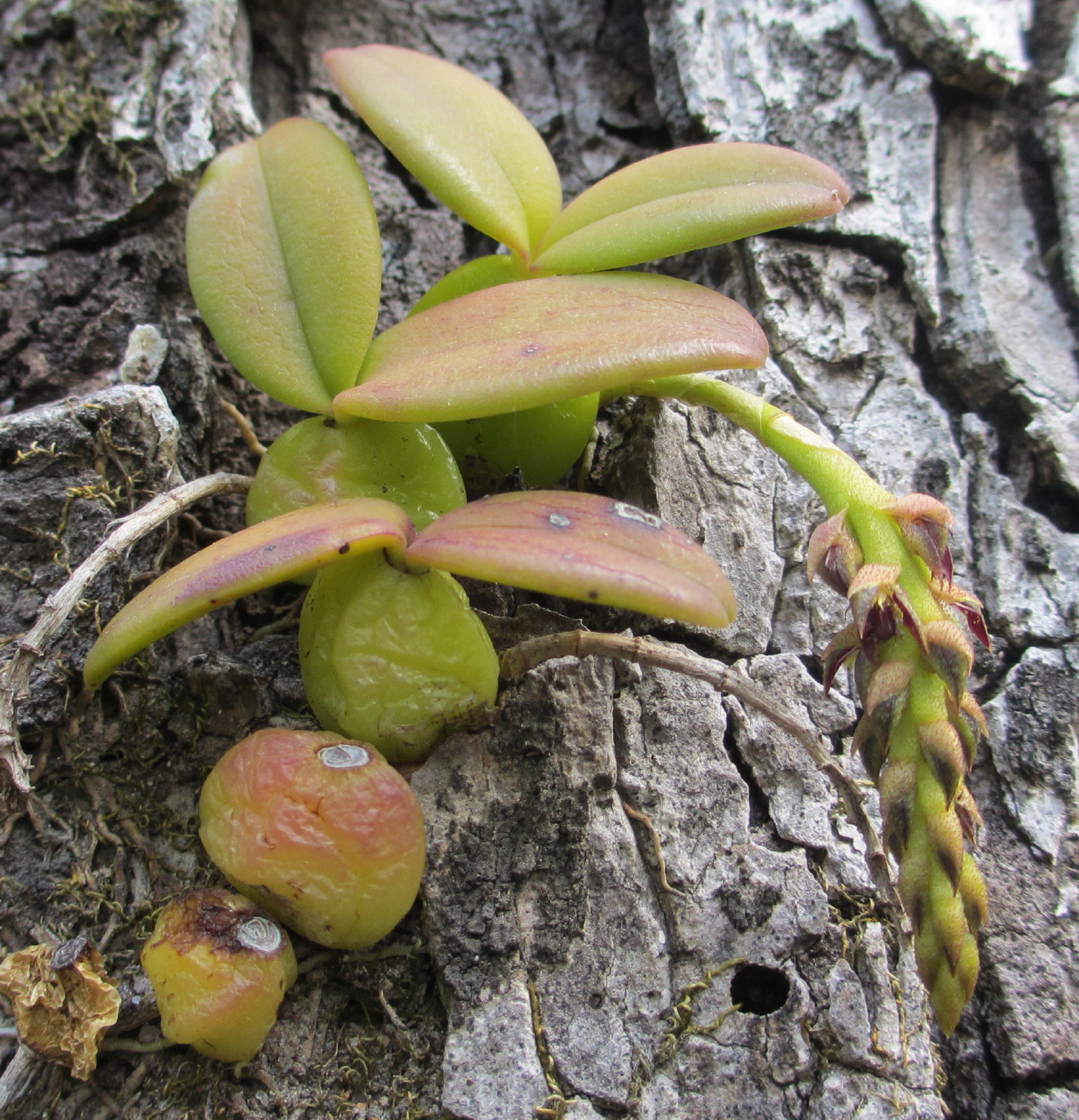